# گچ خلج
گچ خلج، روستایی از توابع بخش مرکزی شهرستان مسجدسلیمان در استان خوزستان ایران است.

## جمعیت
این روستا در دهستان جهانگیری قرار دارد و براساس سرشماری مرکز آمار ایران در سال ۱۳۸۵، جمعیت آن ۳۶ نفر (۷خانوار) بوده‌است.

## ساکنین
قوم بختیاری، هفت لنگ باب دورکی، طایفه بابااحمدی، تیره کشکی، اولاد میرزاحسین.

## علت نام گذاری
مربوط به خلج‌ها بوده‌است.

## اقتصاد
چاه نفت و کشاورزی و دامداری‌